# Olaf Fønss
Olaf Holger Axel Fønss (17. října 1882 Aarhus – 3. listopadu 1949 Frederiksberg) byl dánský herec, režisér, filmový producent, filmový cenzor a hvězda němého filmu v Dánsku a Německu.

## Životopis
Byl synem ředitele a varhaníka Williama Larse Clemense Fønsse a jeho manželky Henrietty Volffiny Mathey Fønssové. Fønss debutoval v roce 1903 v Dagmarteatret v Kodani. Po několika letech odešel do Kasino-Teatret v Aarhusu a odtud do Betty Nansen Teatret. Nikdy nedosáhl velkého úspěchu jako divadelní herec. Jeho poslední vystoupení na jevišti bylo v roce 1932.
Ve filmu měl mnohem větší úspěch. Debutoval ve filmu v roce 1912, ale průlom přišel roku 1913 ve filmu Atlantis kterým se proslavil, a to zejména v Německu. Jeho role bláznivého vědce / monstra v německém filmu Homunculus byla také velmi úspěšná. Ve svých pozdějších letech se věnoval Fønss politice – to mělo za následek, že režíroval dva filmy pro sociální demokraty. Byl prezidentem Svazu dánských herců v letech 1933-1947 a byl filmovým cenzorem. V roce 1930 vydal memoáry.

## Filmografie
role
- Vask, videnskab og velvære (1932)
- Die Seltsame Vergangenheit der Thea Carter (1929)
- Ich lebe für Dich (1929)
- Die Waise von Lowood (1926)
- Spitzen (1926)
- Vajsenhusbarn (1926)
- Fra Piazza del Popolo (1925)
- Das Unbekannte Morgen (1923)
- Das Indische Grabmal: Die Sendung des Yoghi (1921)
- Ehrenschuld (1921)
- Der Gang in die Nacht (1921)
- Elskovs Magt (1921)
- Hendes Fortid (1921)
- Das Indische Grabmal: Der Tiger von Eschnapur (1921)
- Munkens Fristelser (1921)
- Bajadser (1919)
- Præsten fra Havet (1918)
- Dommens Dag (1918)
- Du skal ære (1918)
- Hævneren (1918)
- Lægen (1918)
- Fangen fra Erie Country Tugthus (1918)
- Gengældelsens Ret (1917)
- Homunculus (1916)
- Selskabsdamen (1916)
- Verdens undergang (1916)
- Gentlemansekretæren (1916)
- Syndens datter (1916)
- Hendes Ungdomsforelskelse (1916)
- Cowboymillionæren (1915)
- Lille Teddy (1915)
- Den hvide Rytterske (1915)
- Ned med Vaabnene! (1914)
- Af Elskovs Naade (1914)
- En stærkere Magt (1914)
- Atlantis (1913)
- Under Mindernes Træ (1913)
- Zigeunerorkestret (1912)
- Bryggerens Datter (1912)
- Dødsridtet (1912)

režie
- Hævneren (1919)
- Samvittighedskvaler (1920)
- B.T.'s amatørfilm (1923)
- Den store Dag (1930)
- Under den gamle fane (1932)